# Лин (окръг, Орегон)
Вижте пояснителната страница за други значения на Лин.
Окръг Лин (на английски: Linn County) е окръг в щата Орегон, Съединени американски щати. Площта му е 5936 km², а населението - 115348 души (2000). Административен център е град Олбани.

## Градове
- Браунсвил
- Лайънс
- Лебанон
- Мил Сити
- Милърсбърг
- Харисбърг
- Сайо
- Содавил
- Суийт Хоум
- Танджънт
- Холси
- Уотърлу